# Trochalopteron henrici
Trochalopteron henrici là một loài chim trong họ Leiothrichidae.